# Eleição municipal de Maringá em 2020
A eleição municipal de Maringá em 2020 foi em 15 de novembro e teve o objetivo de eleger um prefeito, um vice-prefeito e 15 vereadores no município de Maringá, no estado brasileiro do Paraná.

## Candidatos
As pré candidaturas foram definidas ate o dia 16 de setembro. Os candidatos foram oficializados no site do TSE, atualizados no dia 27 de setembro.
| Prefeito(a)       | Prefeito(a) | Prefeito(a) | Vice-prefeito(a)          | Vice-prefeito(a) | Vice-prefeito(a) | Coligação                                                             | Número eleitoral | Cargo político anterior                                                       | Tempo de horário eleitoral |
| Candidato(a)      | Partido     | Partido     | Candidato(a)              | Partido          | Partido          | Coligação                                                             | Número eleitoral | Cargo político anterior                                                       | Tempo de horário eleitoral |
| ----------------- | ----------- | ----------- | ------------------------- | ---------------- | ---------------- | --------------------------------------------------------------------- | ---------------- | ----------------------------------------------------------------------------- | -------------------------- |
| Akemi Nishimori   |             | PL          | Zé Português              |                  | PL               | Força Maringaense (PL e PRTB)                                         | 22               | Sem atuação                                                                   | 41 segundos                |
| Annibal Bianchini |             | PTC         | Cristiane Tazinafo        |                  | PTC              | Sem coligação                                                         | 36               | Sem atuação                                                                   | Sem tempo                  |
| Coronel Audilene  |             | PP          | Marco Meger               |                  | PSB              | Cuidar de Maringá (PP e PSB)                                          | 11               | Sem atuação                                                                   | 1 minuto e 21 segundos     |
| Carlos Mariucci   |             | PT          | Prof° Peluso              |                  | PDT              | Maringá para Todos (PT, PDT e PCdoB)                                  | 13               | Vereador de Maringá (2016-atualmente)                                         | 1 minuto e 45 segundos     |
| Dr. Batista       |             | DEM         | Lilian Moraes             |                  | DC               | Maringá pode ser melhor (DEM, PMN, e DC)                              | 25               | Deputado Estadual pelo Paraná (2007-atualmente)                               | 36 segundos                |
| Eliseu Fortes     |             | PATRI       | Eliane de Oliveira Silva  |                  | PATRI            | Sem coligação                                                         | 51               | Sem atuação                                                                   | 14 segundos                |
| Evandro Oliveira  |             | PSDB        | Vanessa Paludetto Lollato |                  | PSDB             | Sem coligação                                                         | 45               | Sem atuação                                                                   | 36 segundos                |
| Homero Marchese   |             | PROS        | Coronel Fahur             |                  | PSC              | Independência Para Limpar Maringá (PROS, PSC, Republicanos, PTB e PV) | 90               | Deputado estadual do Paraná (2019-atualmente)                                 | 1 minuto e 06 segundos     |
| José Luiz Bovo    |             | PODE        | Cezar Moreno              |                  | PODE             | Maringá pode mais (PODE e Solidariedade)                              | 19               | Secretário da Fazenda do Paraná (2018)                                        | 37 segundos                |
| Prof° Edmilson    |             | PSOL        | Osmar Jahmaica            |                  | PSOL             | Sem coligação                                                         | 50               | Presidente da Seção Sindical dos Docentes da Universidade Estadual de Maringá | 15 segundos                |
| Rogério Calazans  |             | Avante      | Luzinete Peder            |                  | Avante           | Sem coligação                                                         | 70               | Sem atuação                                                                   | 12 segundos                |
| Ulisses Maia      |             | PSD         | Edson Scabora             |                  | MDB              | Maringá sempre a frente (PSD, MDB, PSL e REDE)                        | 55               | Prefeito de Maringá (2017-atualmente)                                         | 2 minutos e 17 segundos    |
| Valdir Pignata    |             | Cidadania   | José Antonio Vilchesk     |                  | Cidadania        | Sem coligação                                                         | 23               | Sem atuação                                                                   | 13 segundos                |

O candidato Annibal Bianchini, do PTC, não possui tempo de televisão, pois o partido não elegeu nenhum deputado federal na última eleição federal.

## Pesquisas de Voto
Primeiro turno
| Divulgação | Instituto        | Margem de erro | Candidato(a) | Candidato(a)    | Candidato(a)  | Candidato(a)  | Candidato(a) | Candidato(a)  | Candidato(a)   | Candidato(a) | Candidato(a)    | Candidato(a)      | Candidato(a)        | Candidato(a)    | Candidato(a)      | Branco / Nulo | NS / NR |
| Divulgação | Instituto        | Margem de erro | Maia (PSD)   | Marchese (PROS) | Audilene (PP) | Batista (DEM) | Akemi (PL)   | Mariucci (PT) | Evandro (PSDB) | Bovo (PODE)  | Edmilson (PSOL) | Fortes (Patriota) | Pignata (Cidadania) | Bianchini (PTC) | Calazans (Avante) | Branco / Nulo | NS / NR |
| ---------- | ---------------- | -------------- | ------------ | --------------- | ------------- | ------------- | ------------ | ------------- | -------------- | ------------ | --------------- | ----------------- | ------------------- | --------------- | ----------------- | ------------- | ------- |
| 10/10/2020 | Paraná Pesquisas | ±3,5%          | 41,4%        | 10,4%           | 3,2%          | 11,1%         | 4,2%         | 1,4%          | 1,1%           | 2,1%         | 1,5%            | 0,7%              | 1,7%                | 1,7%            | 1,3%              | 12,1%         | 6,3%    |
| 28/10/2020 | Paraná Pesquisas | ±3,5%          | 42%          | 12,6%           | 8,2%          | 8%            | 3,4%         | 1,1%          | 0,4%           | 1,8%         | 0,4%            | 0,9%              | 0,8%                | 1,4%            | 1,1%              | 10,7%         | 7,3%    |
| 28/10/2020 | Multicultural    | ±3%            | 42,8%        | 9,7%            | 5,6           | 8,1%          | 1,6%         | 1,3%          | 0,3%           | 1,3%         | 0,3%            | 0,3%              | 0,3%                | 0,3%            | 0,9%              | 9,4%          | 17,8%   |
| 11/11/2020 | Multicultural    | ±3%            | 49,3%        | 11%             | 9,7%          | 4,4           | 1,3%         | 1,7%          | 0,8%           | 1,3%         | 0,4%            | 0,8%              | 0,4%                | 0,4%            | 0,4%              | 5,9%          | 12,2%   |
| 12/11/2020 | Paraná Pesquisas | ±3,5%          | 47,8%        | 13,3%           | 9,9%          | 4,9           | 2,7%         | 1,1%          | 0,9%           | 1,9%         | 0,4%            | 0,2%              | 0,1%                | 0,5%            | 1,1%              | 8%            | 7,2%    |

## Resultados

### Prefeito
| Candidato(a)               | Vice                   | 1º turno 15 de novembro de 2020 | 1º turno 15 de novembro de 2020 |
| Candidato(a)               | Vice                   | Total                           | Percentagem                     |
| -------------------------- | ---------------------- | ------------------------------- | ------------------------------- |
| Ulisses Maia (PSD)         | Edson Scabora          | 103.010                         | 56,85%                          |
| Homero Marchese (PROS)     | Coronel Fahur          | 34.152                          | 18,85%                          |
| Coronel Audilene (PP)      | Marco Meger            | 17.399                          | 9,60%                           |
| Dr. Batista (DEM)          | Lilian Moraes          | 5.433                           | 3,00%                           |
| Akemi Nishimori (PL)       | Ze Português           | 4.361                           | 2,41%                           |
| Carlos Mariucci (PT)       | Prof° Pelusso          | 4.191                           | 2,31%                           |
| José Luiz Bovo (PODE)      | Carlos Moreno          | 3.645                           | 2,01%                           |
| Rogério Calazans (AVANTE)  | Luzinete Peder         | 3.065                           | 1,69%                           |
| Evandro Oliveira (PSDB)    | Vanessa Paludetto      | 1.780                           | 0,98%                           |
| Prof° Edmilson (PSOL)      | Jahmaica               | 1.455                           | 0,80%                           |
| Eliseu Fortes (PATRIOTA)   | Elaine Oliveira        | 1.153                           | 0,64%                           |
| Annibal Bianchini (PTC)    | Cristiane Tazinafo     | 1.005                           | 0,55%                           |
| Valdir Pignata (Cidadania) | José Ant° Vilchesk     | 537                             | 0,30%                           |
| Total de votos válidos     | Total de votos válidos | 181.196                         | 92,64%                          |
| Votos em branco            | Votos em branco        | 5.964                           | 3,05%                           |
| Votos nulos                | Votos nulos            | 8.421                           | 4,31%                           |
| Total                      | Total                  | 195.581                         | 69,98%                          |
| Abstenções                 | Abstenções             | 83.919                          | 30,02%                          |
| Total de inscritos         | Total de inscritos     | 279.500                         | 100%                            |

### Vereadores
em 2020 Maringá elegeu seus vereadores nas 15 vagas disponíveis, ficando nessa lista os 15 vereadores mais votados.
|     | Vereador(a)         | Numero | Partido      | % | Votos |
| --- | ------------------- | ------ | ------------ | - | ----- |
| 1º  | Flávio Mantovani    | 18001  | REDE         |   | 6.434 |
| 2º  | Altamir da Lotérica | 19300  | PODE         |   | 4.170 |
| 3º  | Bravin              | 55900  | PSD          |   | 3.840 |
| 4º  | Alex Chaves         | 15015  | MDB          |   | 3.077 |
| 5º  | Mário Verri         | 13300  | PT           |   | 2.857 |
| 6º  | Prof° Ana Lúcia     | 12412  | PDT          |   | 2.707 |
| 7º  | Maninho             | 12456  | PDT          |   | 2.655 |
| 8º  | Biazon              | 17190  | PSL          |   | 2.351 |
| 9º  | Onivaldo Barris     | 17333  | PSL          |   | 2.167 |
| 10º | Sidnei Telles       | 70123  | Avante       |   | 2.039 |
| 11º | Delegado Luiz Alves | 10556  | Republicanos |   | 2.000 |
| 12º | Mário Hossokawa     | 11789  | PP           |   | 1.953 |
| 13º | Cris Lauzer         | 20123  | PSC          |   | 1.785 |
| 14º | Dr. Manoel          | 22222  | PL           |   | 1.563 |
| 15º | Rafael Roza         | 90789  | PROS         |   | 1.335 |

## Debates Televisionados
| Data           | Organizador(es)       | Maia (PSD)              | Audilene (PP)           | Harchese (PROS)         | Mariucci (PT)           | Evandro (PSDB)          | Pignata (Cidadania)     | Akemi (PL)              | Edimilson (PSOL)        | Fortes (Patriota)       | Bovo (PODE)             | Batista (DEM)           | Calazans (Avante)       | Bianchini (PTC)         |                         |
| -------------- | --------------------- | ----------------------- | ----------------------- | ----------------------- | ----------------------- | ----------------------- | ----------------------- | ----------------------- | ----------------------- | ----------------------- | ----------------------- | ----------------------- | ----------------------- | ----------------------- | ----------------------- |
| 1.º de outubro | Band Maringá          | Ausente                 | Ausente                 | Presente                | Ausente                 | Presente                | Presente                | Presente                | Ausente                 | Presente                | Ausente                 | Presente                | Ausente                 | Não convidado           |                         |
| 8 de outubro   | Band Maringá          | Presente                | Presente                | Ausente                 | Presente                | Ausente                 | Ausente                 | Ausente                 | Presente                | Ausente                 | Presente                | Ausente                 | Presente                | Não convidado           |                         |
| 31 de outubro  | Rede Massa/SBT        | Cancelado pela emissora | Cancelado pela emissora | Cancelado pela emissora | Cancelado pela emissora | Cancelado pela emissora | Cancelado pela emissora | Cancelado pela emissora | Cancelado pela emissora | Cancelado pela emissora | Cancelado pela emissora | Cancelado pela emissora | Cancelado pela emissora | Cancelado pela emissora | Cancelado pela emissora |
| 8 de novembro  | RIC Maringá/Record TV | Convidado               | Convidada               | Convidado               | Convidado               | Convidado               | Convidado               | Convidada               | Convidado               | Convidado               | Convidado               | Convidado               | Convidado               | Não convidado           |                         |
| 12 de novembro | RPC Maringá/TV Globo  | Convidado               | Convidada               | Convidado               | Convidado               | Convidado               | Convidado               | Convidada               | Convidado               | Convidado               | Convidado               | Convidado               | Convidado               | Não convidado           |                         |